# Pierre Bungener
Pour les articles homonymes, voir Bungener.
Pierre Bungener, né le 17 mai 1919 à Genève et mort le 21 septembre 1975 près de Yaoundé, au Cameroun, est un pasteur, journaliste, universitaire, chercheur, et militant chrétien suisse.
Il défend un développement équilibré et la compréhension des défis liés aux diversités culturelles, mettant principalement l'accent sur les pays ou régions du Tiers monde.

## Biographie
Après une licence en théologie à la Faculté autonome de théologie de Genève en 1943, il est journaliste à Berne, pour le Don suisse pour les victimes de la guerre de 1945 à 1946. À Paris, de 1949 à 1950, il assume la charge pastorale de la paroisse du temple protestant des Batignolles  et dirige le Comité de Reconstruction de la Fédération protestante de France. De 1950 à 1961, il est rédacteur en chef du journal Réforme, hebdomadaire protestant français. Pendant ces dix années, il publie régulièrement des reportages et des enquêtes sur l’Afrique et le développement (Illustré Protestant et Réforme).
Il voyage au cours de cette période dans de nombreux pays du Tiers monde, à commencer par l’Afrique
En 1962, Bungener est nommé directeur de l'Institut Africain de Genève (IAG). Renommé Institut d’Études de Développement (IED) en 1973, puis Institut universitaire d'études du développement en 1977, l'IAG est rapidement devenu un centre renommé pour l'apprentissage et la recherche en développement,.
Un livre posthume, intitulé Le Développement In-Sensé, Itinéraires pour un Combat, paraît  en mai 1978 à l'initiative de ses collègues, qui rassemblent ses écrits et apportent leurs contributions individuelles au sujet des éléments clefs de son œuvre.

### Décès et hommage posthume
Il meurt le 21 septembre 1975, à l'âge de 56 ans, dans un accident de la route survenu près de Yaoundé, au Cameroun.
En son honneur fut nommée la Salle Pierre Bungener, une salle de conférence à la Résidence universitaire internationale, 22 rue Rothschild, Genève.

## Nominations
- 1964 : Membre fondateur de l'Institut panafricain pour le développement (Genève – Douala)[9].
- 1965 : Fondateur et ensuite président (1968-69) du Mouvement Anti-Apartheid à Genève (devenu Mouvement suisse)[1].
- 1968 : Président de la Commission Tiers Monde de l'Église protestante de Genève (1968 – 1975)[10].
- 1970 : Président de la première section suisse d'Amnesty International[11].
- 1971 : Fondateur et président de la Fédération genevoise de la coopération (FCG) de 1971 à 1975[12].
- 1973 : Élu membre associé de l'Académie des sciences d'outre-mer[1].

## Œuvres
- La Pluralité des mondes : Théorie et pratiques du développement, (Pierre Bungener, Pierre Grinevald, Fabrizio Sabelli), Genève, Institut d’Études du développement
- Le Savoir et le faire : Relations interculturelles et développement (Pierre Bungener et Roy Preiswerk), Presses Universitaires de France (PUF), 2016